# 卢店街道
卢店街道，原名卢店镇，是中华人民共和国河南省郑州市登封市下辖的一个乡镇级行政单位，2021年撤镇设街道。

## 行政区划
卢店街道下辖以下地区：
卢西村、卢东村、卢南村、卢北村、东五司村、西五司村、张家门村、栗子沟村、刘家沟村、申家窑村、龙头沟村、崔岗村、吴岗村、杨岗村、屈家坊村、东竹园村、景店村和瓦窑沟村。